# Альбрехт III Ахілл
Альбрехт III Ахілл (нім. Albrecht Achilles von Brandenburg; 9 листопада 1414 — 11 березня 1486) — маркграф князівств Ансбах та Кульмбах під ім'ям Альбрехт I та пізніше курфюрст Бранденбургу під ім'ям Альбрехт III.

## Ранні роки і прихід до влади
Альбрех Ахілл народився 9 листопада 1414 в Тангермюнде, був третім сином Фрідріха I Гогенцоллерна та Єлизавети Баварської. Після смерті свого батька він успадкував 1440 року Ансбаське князівство. У 1445 він одружився з Маргаритою Баденською, але шлюб виявився невдалим. Маргарита померла вже в 1457 р. Від цього шлюбу у Альбрехта Ахілла залишилося троє синів та три доньки.
Його плани заволодіти Франкським герцогством не здійснилися через Нюрнбергське повстання під час Першої маркграфської війни 1449-1450 років.
У листопаді 1458 Альбрехт одружився з Анною Саксонською, донькою курфюрста Саксонії Фрідріха II. В шлюбі вона народила п'ятьох синів та вісім доньок. Загалом Альбрехт мав 19 дітей.
У 1464 році Альбрехт успадкував після смерті свого брата Йоганна Алхіміка Кульмбаське князівство. Коли у 1470 старший брат Альбрехта Ахілла Фрідріх II зрікся престолу в Бранденбурзі, всі володіння Гогенцоллернів опинилися в руках Альбрехта Ахілла.

## Правління
Альбрехт вважався одним з найвпливовіших князів свого часу. Друге ім'я — Ахілл — йому дав майбутній папа римський Пій II. Для досягнення своїх політичних цілей Альбрехт Ахілл використовував як військову силу, так і можливості дипломатії. У 1472 р. Альбрехту Ахіллу вдалося завершити багаторічну війну з Померанією.
У 1473 Альбрехт Ахілл видав династичний наказ дому Гогенцоллернів, який встановив неподільність Бранденбурзького курфюрства, влада в якому має передаватися старшому сину померлого курфюрста. В тому ж році до влади в Бранденбурзі прийшов старший син Альбрехта Ахілла від першого шлюбу Йоганн Цицерон.
Альбрехт Ахілл вступив у відкрите протистояння з єпископом Вюрцбурга Рудольфом II фон Шеренбергом та єпископом Бамберга Філіпом фон Геннебергом, відмовившись сплачувати імперський податок на війну з турками та навіть погрожуючи відмовою від сплати церковного податку, за що йому було оголошено анафему.
У 1486 важко хворий курфюрст Альбрехт взяв участь у рейхстагу у Франкфурті-на-Майні, який обрав королем Максиміліана I. Альбрехт Ахілл помер під час рейхстагу 11 березня 1486 року і був похований 19 червня 1486 в монастирській церкві Гайльбронна.

## Родина
1 Дружина — Маргарита Баденська (1431 — 1457), донька маркграфа Якова I Баденського.
Діти:
- Урсула (1450—1508) — в 1467 стала дружиною герцога Генріха I Мюнстерберзькогоского
- Єлизавета (1451—1524) — в 1467 році стала дружиною герцога Еберхарда II Вюртемберзького
- Маргарита (1453—1509) — абатиса монастиря в Хофі з 1476 р.
- Йоганн Цицерон (1455—1499) — курфюрст Бранденбурзький

2 Дружина — Анна Саксонська (1437—1512), донька курфюрста Саксонії Фрідріха II
Діти:

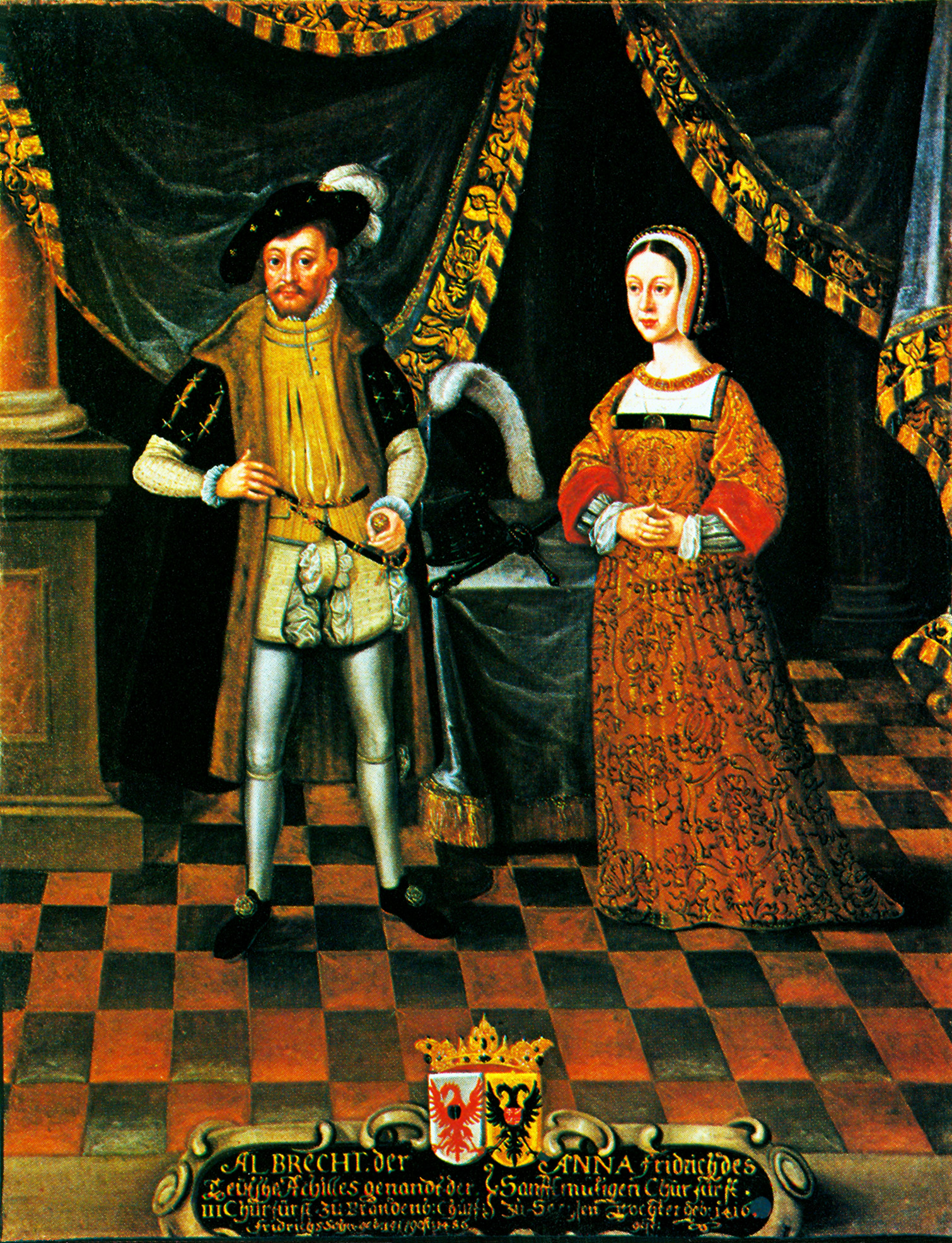
Альбрехт Ахілл із своєю другою дружиною Анною Саксонською

- Фрідріх II Бранденбург-Ансбахський (1460—1536) — з 1486 р. маркграф Бранденбургу-Ансбаху, з 1495 р. — маркграф Бранденбургу-Кульмбаху
- Амалія (1461—1481) — в 1478 році стала дружиною пфальцграфа Каспара Цвайбрюккенського
- Барбара (1464—1515) — була одружена з герцогом Генріхом XI (1472—1476), потім з королем Богемії Владиславом II (1476—1500)
- Сибілла (1467—1524) — в 1481 році стала дружиною герцога Вільгельма Йюлих-Берзького
- Зігмунд Бранденбург-Кульмбахський (1468—1495) — з 1486 року маркграф Бранденбург-Кульмбахський
- Доротея (1471—1520) — абатиса в Бамбергу
- Єлизавета (1474—1507) — в 1491 році стала дружиною графа Германа VIII Геннеберг-Ашахського (1470—1535)
- Анастасія (1478—1534) — в 1500 році стала дружиною графа Вільгельма VII Геннеберг-Шлейзингенського (1478—1559)